# Apteroperla elongata
Apteroperla elongata är en bäcksländeart som först beskrevs av Kawai 1967.  Apteroperla elongata ingår i släktet Apteroperla och familjen småbäcksländor. Inga underarter finns listade i Catalogue of Life.